# Софья Алексеевна
Со́фья Алексе́евна (17 [27] сентября 1657 — 3 [14] июля 1704) — царевна, дочь царя Алексея Михайловича, в 1682—1689 годах регент при младших братьях Иване и Петре.

## Биография

### Ранние годы
Царевна Софья Алексеевна родилась в семье Алексея Михайловича и его первой жены — Марии Ильиничны Милославской и была шестым ребёнком и четвёртой дочерью среди шестнадцати детей Алексея Михайловича. Получила традиционное княжеское имя Софья, так же звалась её рано умершая тётка — царевна Софья Михайловна.
Обычно царевны заканчивали обучение к десяти годам, выучив только грамоту, счёт и закон Божий. Но отличавшаяся живым умом Софья упросила продолжить образование вместе с братьями. Её учителем и воспитателем был Симеон Полоцкий.

### Стрелецкий бунт 1682 года и приход к власти
27 апреля (7 мая) 1682 года после 6 лет правления скончался болезненный царь Фёдор III Алексеевич. Встал вопрос, кому наследовать престол: старшему 15-летнему болезненному Ивану согласно обычаю или совсем малолетнему Петру. Заручившись поддержкой патриарха Иоакима, Нарышкины и их сторонники 27 апреля (7 мая) 1682 года возвели на престол Петра. Фактически к власти пришёл клан Нарышкиных и вызванный из ссылки Артамон Матвеев, объявленный «великим опекуном». Сторонникам Ивана Алексеевича было затруднительно поддерживать их претендента, который не мог полноценно царствовать из-за крайне слабого здоровья, которым отличались все дети мужского пола царя Алексея Михайловича от Марии Милославской. Организаторы фактического дворцового переворота объявили версию о собственноручной передаче «скипетра» умирающим Фёдором Алексеевичем его младшему брату Петру, но реальных достоверных свидетельств тому предъявлено не было.
Милославские, родственники царевича Ивана и царевны Софьи по их матери, усмотрели в провозглашении Петра царём нарушение существовавшего порядка престолонаследия и ущемление интересов царевича Ивана и его близких родственников из Милославских. Стрельцы, которых в Москве было более 20 тысяч, также проявили недовольство тайным дворцовым переворотом Нарышкиных и нарушением порядка передачи царского трона по старшинству и 15 (25 мая) 1682 года выступили открыто: с криками, что Нарышкины задушили царевича Ивана, массово двинулись к Кремлю. Наталья Кирилловна, надеясь успокоить бунтовщиков, вместе с патриархом и боярами вывела царевича Ивана и его младшего брата Петра на Красное крыльцо. Однако восстание на этом не закончилось. В его первые часы были убиты бояре Артамон Матвеев и Михаил Долгоруков, потом и другие сторонники царицы Натальи, в том числе два её брата Нарышкины.
26 мая выборные от стрелецких полков явились во дворец и потребовали, чтобы старший Иван признавался первым царём, а младший Пётр — вторым. Опасаясь повторения погрома, бояре согласились, и патриарх Иоаким тотчас же совершил в Успенском соборе торжественный молебен о здравии двух наречённых царей, а 25 июня венчал их на царство.
29 мая стрельцы настояли, чтобы царевна Софья Алексеевна приняла на себя управление государством по причине малолетства её братьев с титулом: "великой государыни, благоверной царевны и великой княжны". Царица Наталья Кирилловна должна была вместе с сыном Петром — вторым царём — удалиться от двора в подмосковный дворец в селе Преображенском.

### Регентство
Софья правила, опираясь на своего фаворита Василия Голицына. У де ла Нёвилля и Куракина приведены позднейшие слухи о том, что между Софьей и Голицыным существовала плотская связь. Однако свидетельства времени её правления не подтверждают этого. «Дипломаты не видели в их отношениях ничего, кроме благоволения Софьи к князю, и не находили в них непременного эротического оттенка».

В 1683 году иностранец её описывает: «Софья Алексеевна, старше покойного царя Феодора, она управляет в Москве с боярами; возвела на престол своего брата Иоанна. Умная и набожная, проводит время в молитве и посте. Читает жития святых по-польски, что в стихах издал Баранович. Царя Иоанна она так оберегает, что он никуда не выезжает, да и к нему никто не ходит без её дозволения. Бояре также не созывают думы без неё не только по делам государственным, но даже и частным»

В июле 1682 года по настоянию патриарха Иоакима были сожжены главные старообрядцы России: протопоп Аввакум, Епифаний и др. Возмущённые жестокой расправой, раскольники воспользовались восстанием стрельцов в Москве и выдвинули требование, чтобы церковь вернулась к «старой вере». Сторонники старообрядцев двинулись к Кремлю, чтобы покончить с духовенством. Уладить конфликт взялась царевна Софья. Она пригласила зачинщиков восстания в Грановитую палату вместе со стрельцами для обсуждений «прения о вере», где Никита Пустосвят выступал главным оратором. Сама царица заняла царский трон, приступив к обсуждению. Софье удалось так повернуть ход событий, что старообрядцы показали себя бунтовщиками и врагами государства. Различными хитростями Софья удерживала участников спора до позднего вечера. Жители, ожидавшие результатов, разошлись по домам, а зачинщики, оставшись без поддержки, были схвачены и впоследствии казнены.
Бояре после этого полностью стали доверять царевне. Она интересным способом вывезла царскую семью в Троице-Сергиев монастырь и спрятала её за мощными стенами. Назначенный ею главнокомандующим князь Василий Голицын и думный дьяк Фёдор Шакловитый стали собирать в спешном порядке армию. За небольшое время им удалось собрать сто тысяч человек, против двадцати пяти тысяч стрельцов. Софье удалось по ложному доносу выманить из Москвы князя Ивана Андреевича Хованского с сыном Андреем, лишив тем самым стрельцов руководства. Софья произносила пламенные речи, подкупала и уговаривала стрельцов отказаться от требований, представляющих опасность для власти, и в конце концов этого добилась. В ноябре 1682 года царская семья со своим двором вернулась в Кремль, а в январе 1683 года в данном бунте была поставлена точка. Проницательный ум, ораторские способности и хитрость помогли Софье прекратить недовольства посредством переговоров, и это поставило её в один ряд с выдающимися политиками того времени, ей удалось заручиться поддержкой боярства.
В 1682 году подтвердила Кардисский договор со Швецией от 1661 года, лишивший Россию всей Лифляндии, Ингрии и Карелии.
Вольтер говорил о царевне Софье: «Она имела много ума, сочиняла стихи, писала и говорила хорошо, с приятной наружностью соединяла множество талантов; они были омрачены только её честолюбием». 
В 1683 году не решила спорных вопросов с Речью Посполитой, несмотря на 39 съездов так называемой Андрусовской комиссии, и занималась планом войны с Крымом. В 1684 году подчинила киевскую митрополию не русского владения московскому патриарху и даровала «Привилегию» московской Славяно-Греко-Латинской академии. Запретила под страхом смерти повышение цен на вино, указала не вывозить лес, сало и мясо в Швецию.
При Софье был заключён выгодный для России «Вечный мир» с Польшей, оставивший за Россией Киев, Смоленск, Чернигов и земли до Новгород-Северска. Также при ней был заключён не столь выгодный для России Нерчинский договор с Китаем (первый русско-китайский договор, действовал до 1858 года). В 1687 и 1689 годах под руководством Василия Голицына были предприняты походы против крымских татар, но они не принесли большой выгоды, хотя и укрепили авторитет России в глазах союзников по Священной лиге. 21 июля 1687 года в Париж прибыло русское посольство, посланное регентшей к Людовику XIV с предложением присоединиться к Священной лиге против турецкого султана, — на тот момент французского союзника. В 1688 году обвинена в умышлении с Шакловитым убить царя Петра I.
Царевна мечтала получить для рода Милославских своего наследника престола, женив брата Ивана Алексеевича на Прасковье Фёдоровне Салтыковой, но в семье рождались только девочки. Сама Софья венчаться на престол не планировала, так как считала это опасным и недопустимым. Приближенный царевны Фёдор Шакловитый делал всё для укрепления её власти. В мае 1682 года он стал автором поддельного акта о «всенародном и единогласном» избрании Софьи Алексеевны правительницей России. Посредством этого акта Софья имела власть наравне с Иваном и Петром.

### Низложение
30 мая 1689 года Петру I исполнилось 17 лет. К этому времени он, по настоянию матери, царицы Натальи Кирилловны, женился на Евдокии Лопухиной, и, по обычаям того времени, вступил в пору совершеннолетия. Старший царь, слабосильный Иван, тоже был женат. Таким образом, больше не оставалось формальных оснований для дальнейшего регентства Софьи Алексеевны (по малолетству царей), но она продолжала удерживать в своих руках бразды правления. Пётр предпринимал попытки настоять на своих правах, но безрезультатно: стрелецкие начальники и приказные сановники, получившие свои должности из рук Софьи, по-прежнему выполняли только её распоряжения.
Между Кремлём (резиденцией Софьи) и двором Петра в Преображенском установилась атмосфера враждебности и недоверия. Каждая из сторон подозревала противную в намерении разрешить противостояние силовым, кровавым путём и созрел заговор.
В ночь с 7 на 8 августа 1689 года за срочное прибытие к царским покоям каждому стрельцу выдавали по одному рублю, но ничего не произошло и все разошлись по домам. Несколько стрельцов прибыли в Преображенское и донесли царю, что стрельцы встали на сторону Софьи и о готовящемся покушении на него. Пётр был очень напуган и верхом, в сопровождении лишь нескольких телохранителей, тут же ускакал в Троице-Сергиев монастырь. Утром следующего дня туда же отправились царица Наталья и царица Евдокия в сопровождении всего потешного войска, которое к тому времени составляло внушительную военную силу, способную выдержать длительную осаду в троицких стенах.
В Москве известие о ночном бегстве царя из Преображенского произвело потрясающее впечатление: все понимали, что начиналась междоусобица единокровных сестры и брата, грозившая скорым большим кровопролитием. Софья упросила патриарха Иоакима поехать в Троицу, чтобы склонить Петра к переговорам, но в Москву патриарх не возвратился и сам объявил Петра полноправным самодержцем.
27 августа из Троицы пришёл царский указ, подписанный Петром, с требованием всем стрелецким полковникам явиться в распоряжение царя Петра в сопровождении стрелецких выборных, по 10 человек от каждого полка, за неисполнение — смертная казнь. Софья, со своей стороны, запретила стрельцам покидать Москву, также под страхом смерти.
Некоторые стрелецкие начальники и рядовые стали уходить к Троице. Софья чувствовала, что время работает против неё, и решила лично договориться с единокровным младшим братом, для чего выехала в Троицу в сопровождении небольшой охраны, но в селе Воздвиженском была задержана стрелецким нарядом, а посланные ей навстречу стольник И. Бутурлин, а затем боярин князь Троекуров объявили ей, что царь её не примет, а если она попытается продолжать свой путь в Троицу, к ней будет применена сила. Софья возвратилась в Москву ни с чем.
Об этой неудаче Софьи стало широко известно, и бегство бояр, приказных чиновников и стрельцов из Москвы увеличилось. В Троице их благожелательно встречал князь Борис Голицын — бывший дядька царя, на это время ставший главным советником Петра и распорядителем в его ставке. Вновь прибывшим высокопоставленным сановникам и стрелецким начальникам он самолично подносил чарку и от имени царя благодарил за верную службу. Рядовым стрельцам тоже раздавали водку и наградные.
Пётр в Троице вёл образцовую жизнь Московского царя: присутствовал на всех богослужениях, оставшееся время проводил в советах с членами боярской думы и в беседах с церковными иерархами, отдыхал только в кругу семьи, носил русское платье, немцев не принимал, что разительно отличалось от образа жизни, который он вёл в Преображенском и который неодобрительно воспринимался бо́льшей частью всех слоёв русского общества — шумные и скандальные застолья и забавы, занятия с потешными, в которых он нередко выступал в роли младшего офицера, а то и рядового, частые посещения Кукуя (Немецкой слободы), а в особенности то, что царь с немцами держался как с равными себе, в то время как даже самые знатные и сановные русские, обращаясь к нему, согласно этикету, должны были называть себя его рабами и холопами.
Между тем власть Софьи неуклонно сыпалась: в начале сентября в Троицу ушла наёмная иноземная пехота во главе с генералом П. Гордоном — наиболее боеспособная часть русского войска. Там она присягнула царю, лично вышедшему навстречу. Фаворит и высший сановник правительства Софьи, «царственные большие печати и государственных великих посольских дел оберегатель», князь Василий Голицын самоустранился от политической борьбы против царя Петра и своего двоюродного брата князя Бориса Голицына и уехал в своё подмосковное имение Медведково. Активно поддерживал правительницу только начальник стрелецкого приказа Фёдор Шакловитый, всеми средствами старавшийся удержать своих стрельцов в Москве.
От царя пришёл новый указ — схватить (арестовать) Шакловитого и доставить в Троицу в железах (в цепях) для сыска (следствия) по делу о покушении на царя, а все, кто поддержит Шакловитого, разделят его судьбу. Остававшиеся в Москве стрельцы потребовали от Софьи выдачи Шакловитого. Она сначала отказывалась, но была вынуждена уступить. Шакловитый был отвезён в Троицу, под пыткой дал признание и был обезглавлен. Одним из последних явился в Троицу князь Василий Голицын с сыном, где он не был допущен к царю, и сослан с семьёй в Пинегу (Архангельская область).
У правительницы Софьи не осталось приверженцев, готовых рисковать своей головой ради её интересов, и когда Пётр потребовал, чтобы Софья удалилась в Свято-Духов монастырь в Путивле, ей пришлось подчиниться. Вскоре Пётр решил, что держать её вдалеке небезопасно и перевёл в Новодевичий монастырь, но без пострижения. В монастыре к ней была приставлена стража.

### Жизнь в монастыре и смерть
Жизнь Софьи первоначально была довольно спокойна. При ней жила кормилица и горничные. С царской кухни присылали хорошую пищу, различные лакомства. К ней в любое время допускали посетителей и она сама имела возможность прогуливаться по всей территории монастыря, только у ворот стоял караул из верных преображенцев.
В 1696 году умер брат Иван Алексеевич, но не сохранилось сведений, что она была отпущена на погребение.
Стрелецкий бунт 1698 года царь Пётр I воспринял как новую попытку возвести на престол Софью. Он приказал казнить стрельцов под окнами кельи царевны. По царскому указанию её постригли в этом же монастыре под именем Сусанна.
Умерла 3 (14) июля 1704 года, перед смертью постриглась в великую схиму, взяв себе прежнее имя, София. Похоронена в Смоленском соборе Новодевичьего монастыря в Москве.
В старообрядческом скиту Шарпан находится захоронение схимницы Прасковьи («царицына могила») в окружении 12 безымянных могил. Староверы считают эту Прасковью царевной Софьей, якобы бежавшей из Новодевичьего монастыря с 12 стрельцами.

### Личная жизнь и характер
В 10-летнем возрасте воспитанием царевны Софьи Алексеевны занялся знаменитый придворный поэт и богослов Симеон Полоцкий. В результате уже в юном возрасте Софья отличалась умом и образованностью, что отмечали даже её враги. Сильвестр (Медведев) приписывал ей семь даров духа, семь добродетелей: мудрость, целомудрие, правдолюбие, благочестие, щедрость, великодушие и чудный дар слова. Софья была знакома с латынью, свободно владела польским. Она обладала обширной библиотекой, в которой в основном содержались произведения богословского и религиозного характера. Некоторые из её книг с собственноручными подписями царевны до сих пор хранятся в Новодевичьем монастыре. Ещё будучи молодой девушкой 19—20 лет, она читала в черновом варианте полемический религиозный трактат Симеона Полоцкого «Венец веры», который настолько ей понравился, что она приказала изготовить себе специальный книжный вариант произведения, что показывает, как глубоко она воспринимала богословские вопросы, несмотря на свой юный возраст. В Теремном дворце сохранились ковёр, вышитый Софьей, а также Евангелие, которое она переписала собственной рукой. В XIX веке бытовало мнение, что Софья сама писала стихи и пьесы и была талантливым драматургом, однако современные исследования опровергают это, более того — они показывают, что при Софье началось свёртывание театральной жизни, которая стала зарождаться при Алексее Михайловиче, и это свертывание выступало как часть борьбы против «порчи нравов».
Современники также отмечали её набожность и богобоязненность, передавшуюся ей от отца. И. Е. Забелин писал, что царевна Софья «по смыслу своего положения в обществе, была монастырка, постница, пустынница». По словам британской исследовательницы Линдси Хьюз, жизнь Софьи «скорее всего, протекала перед церковным алтарём и иконами, а не на театральных подмостках, а круг её чтения состоял из
Псалтири, Евангелия и житийной литературы… Стены её комнат украшали иконы и картины, написанные на библейские сюжеты». При Софье резко усиливаются гонения на старообрядцев. В Великий пост 1685 года были приняты рекомендованные патриархом Иоакимом 12 статей против старообрядцев, в результате чего тысячи человек подверглись смерти, изгнанию и пыткам.
Спорным остаётся вопрос о личной жизни царевны Софьи, в частности наличие любовной связи с князем Василием Голицыным. Некоторые авторы отрицают наличие между ними подобных отношений, указывая на то, что князь Голицын был женат и имел детей, таким образом, с точки зрения нравов допетровской Руси, подобные отношения были категорически невозможны.Однако, по словам других историков, несколько сохранившихся писем царевны Софьи показывают её глубокое чувство к Голицыну. Письма были написаны во время второго Крымского похода, весной 1689 года. В них Софья писала Голицыну о своей благодарности Богу за его избавление от опасностей и уверяла в своей неизменной симпатии. Так, в одном из писем она пишет:

«Свет мой, братец Васенька, здравствуй батюшка мой на многие лета… А мне, свет мой, веры не имеетца, што ты к нам возвратитца, тогда веры поиму, как увижю во обьятиях своих тебя, света моего…»— Письма царевны Софьи князю Голицыну
Единственное описание внешности Софьи оставил её современник, французский дипломат Фуа Де ла Нёвилль, побывавший в Москве с августа по декабрь 1689 года и издавший свой мемуар в Париже только в 1698 году. По его словам «она ужасно толстая, у неё голова размером с горшок, волосы на лице, волчанка на ногах, и ей по меньшей мере 40 лет». Согласно его же свидетельствам: «Её ум и достоинства вовсе не несут на себе отпечатка безобразия её тела, ибо насколько её талия коротка, широка и груба, настолько же ум её тонок, проницателен и искусен».

## Образ Софьи Алексеевны в глазах современников и потомков
Но ты, велия и славна царевна,

   премудра София Алексѣевна

Его, воскресша, зѣло слушавши

  и волю его усердно твориши.

И путь течеши им заповѣданный,

  убо внидеши во свѣт всежеланный.

Иже во вѣки не имать мерцати,

  тамо будеши солнечно сияти.

Того усердно аз желаю тебѣ,

  государынѣ нашей, здѣ и в небѣ.

Мене же изволь в милости щадити,

  хотяща рабом твоим вѣрным быти.

Нынѣ же поклон ниский содѣваю,

  под стопу главу мою повергаю.
В первые годы соправительства Ивана и Петра имя Софьи Алексеевны практически не упоминается в официальных документах. Почти полное отсутствие имени Софьи в официальном делопроизводстве в первые годы соцарствия даже позволило некоторым исследователям утверждать, что Софья формально не получала регентства в 1682 году, но правила неформально, постепенно концентрируя власть в своих руках. Только к 1685 году имя Софьи стало добавляться к именам братьев в царских указах. Скорее всего это было связано с тем, что по этическим нормам того времени Софья не могла действовать публично, но, несмотря на это, по словам исследователей, уже с первых дней соцарствия «её политическое влияние ощущалось повсюду».
Однако постепенно власть Софьи укреплялась, её начинали прославлять придворные панегиристы. Письменные и устные похвалы её мудрости и добродетели постепенно нарастали и достигли пика к 1686 г., когда был заключён Вечный мир с Польшей. Поэты и литераторы часто отождествляли Софью с Божьей премудростью. Симеон Полоцкий посвятил Софье несколько своих стихотворений, сохранившихся в посвящениях к книгам, подаренным им Софье. В одном из них он пишет:
О благороднейшая царевна София,
Ищеши премудрости выну небесные.
По имени твоему жизнь твою ведеши:
Мудрая глаголеши, мудрая дееши...
Ты церковные книги обыкла читати
И в отеческих свитцех мудрости искати...
В 1686 году братьями Лихудами от имени Славяно-греко-латинской академии была зачитана похвальная речь Софье, начинавшаяся со слов: «Вем же вем Блаженная Государыня, богоизбранная пречестная София Алексиевна…. Ты же, о премудрейшая София, добльственнейшая Иудиф, святейшая Сусанна, целомудреннейшая Девора, — радуйся и веселися, яко венец тебе на небеси уготовася не от камений, многоценных тленных, и привременных, но от божия благодати, и дуси сущия окрест божественнаго престола. Устроен венец тебе и скипетр бысть, зане скиптры отеческая ты София в премудрости и мужестве утвердила еси». Карион (Истомин) в своих стихотворных панегириках прославлял Софию-Мудрость как строящую, созидающую силу, благоразумную правительницу. Сильвестр (Медведев) в своей речи, обращённой к царевне говорит, что Софья «есть дом солнечный, жилище солнца истинного Христа Господа», сравнивает её с Александром Великим, заявляя при этом, что она превосходит Александра в своём поиске совершенства, которое «богом истинным» воплощено в царевне. Её профили печатали на монетах, её называли благочестивой, милосердной, премудрой и христолюбивой царевной, сравнивали с Пульхерией, Семирамидой, княгиней Ольгой и с «Елисавеф Британской».
В последние годы правления Софьи проявляется явное желание её окружения устроить царевне «помазанье на царство» с тем чтобы сделать её самодержавной правительницей, равной по статусу её братьям. С этой целью рассылались послы в стрелецкие полки, иностранные дворы и к Вселенским патриархам. С 8 января 1686 года имя Софьи Алексеевны стало включаться в царский титул, её официально начали именовать самодержицей. Стали появляться золотые монеты с изображением Софьи, были созданы портреты царевны в полном царском облачении со скипетром и державой в руках на фоне двуглавого орла. Под портретом печатался полный царский титул и стихи о её добродетелях, которыми царевна «царство аки седми столпы укрепила». Портреты правительницы стали распространяться при помощи специальных политических плакатов. К лету 1689 г. несколько сот плакатов с портретом Софьи были распространены по Москве и посланы за рубеж. Сочинялись поддельные акты о «всенародном и единогласном» избрании Софьи правительницей России в мае 1682 года.
Однако, общество всё же было не готово принять самодержавную женщину-правительницу. По словам И. Е. Забелина, чтобы осуществить задуманное, Софье была необходима «прямая, открытая и притом богатырская, то есть петровская борьба с тем же обществом; борьба, не допускавшая никаких сделок, никаких колебаний, уступок, никаких мирных переговоров». Он считает, что Софье хватило бы сил выдержать подобную борьбу, однако у неё не хватало веры в необходимость такой борьбы, она была не способна «отступить от заветного постнического идеала» и стремилась отстоять «лишь свою личную свободу», действуя при этом «по византийским образцам».
После воцарения Петра I образ Софьи подвергся резкой негативизации и оставался таковым на протяжении большей части XVIII века. Все последующие русские авторы описывали правление Софьи Алексеевны исключительно в отрицательных тонах. Их мнение разделяли иностранцы. В своих произведениях они описывали Софью как коварную интриганку, ослеплённую честолюбием и жаждой власти, повергшую государство в хаос и смуту. Однако к концу XVIII века негативный образ Софьи Алексеевны начал постепенно пересматриваться. Так, Екатерина II в одном из своих сочинений писала, что Софье «не была отдана должная справедливость». По её словам «она [Софья] в течение нескольких лет руководила делами государства со всей проницательностью, какой только возможно желать. Глядя на дела, прошедшие через её руки, нельзя не признать, что она была весьма способна царствовать»
. В свою очередь Карамзин считал, что Софья «есть одна из великих женщин, произведённых Россиею» и замечал, что «по уму и свойствам души своей [она] достойна была называться сестрою Петра Великого». Н. Г. Устрялов называл Софью «русской Пульхерией», отмечая при этом такие черты её характера как властолюбие и жестокость. С. М. Соловьёв называл Софью «примером исторической женщины, освободившейся из терема, но не вынесшей из него нравственных сдержек и не нашедшей их в обществе». По словам Е. Ф. Шмурло «Софья первая пробила брешь в той стене, за которой, замурованные, сидели наши прабабушки; она первая вывела их из терема, указав путь, идя по которому русская женщина стала теперь, по широте и глубине своего образования, по интенсивности своих духовных стремлений, одной из первых женщин мира».

## В искусстве
- И. И. Лажечников. «Последний Новик». Исторический роман о вымышленном сыне Софьи и Голицына (1831—1833).
- А. Н. Майков. «Стрелецкое сказание о царевне Софье Алексеевне» (1867).
- В. С. Соловьёв. «Царь-девица» (1878).
- Е. П. Карнович. «На высоте и на доле: Царевна Софья Алексеевна» (1879).
- А. Н. Толстой. «Пётр Первый» (1934).
- М. И. Цветаева. «Петру», «Есть подвиги. — По селам стих…» (1920).
- Н. М. Молева. «Государыня — правительница Софья» (2000).
- Р. Р. Гордин. «Игра судьбы» (2001).
- Т. Т. Наполова. «Царица-мачеха» (2006).
- Анатолий Брусникин «Девятный Спас» (2007)

### Кинематограф
- Наталия Ван-дер-Вейде — «Пётр Великий» (1910).
- Наталья Бондарчук — «Юность Петра», «В начале славных дел» (1980).
- Ванесса Редгрейв — «Пётр Великий» (1986).
- Александра Черкасова — «Раскол» (2011).
- Ирина Жерякова — «Романовы. Фильм Второй» (2013).
- Анастасия Мишина — «Петр I: Последний царь и первый император» (2022).
- Светлана Колпакова — «Государь» (2025).